# Haruhiro Yamashita
Haruhiro Yamashita (em japonês: 山下 治広; Uwajima, 15 de novembro de 1938) é um ginasta japonês detentor de duas medalhas de ouro olímpicas.
Yamashita competiu nos Jogos de 1964, em Tóquio, e conquistou duas medalhas para seus país. Com a equipe japonesa saiu-se campeão, mesmo resultado obtido individualmente no salto sobre o cavalo.
Em Campeonatos Mundiais, foi campeão por equipes nas edições de 1962 e 1966, títulos acompanhados pelas conquistas do salto sobre o cavalo em ambas as edições.
Em 2000, Haruhiro Yamashita entrou para o International Gymnastics Hall of Fame.